# Hémimont

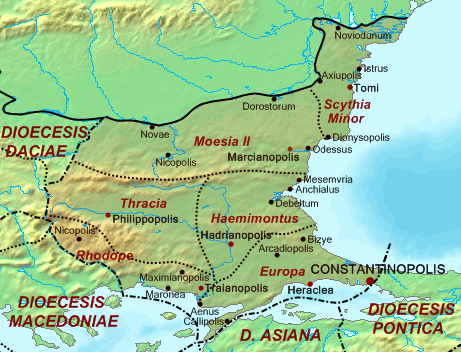
Carte du diocèse romain de Thrace après la réorganisation de Dioclétien

Hæmimontus ou Hemimontus (Hémimont) était le nom donné au IVe siècle à une province romaine de l’antique région de Thrace qui prit le nom des monts Hemus (Αίμος « neigeux », Hæmus, noms grec et latin du Grand Balkan, en bulgare Stara Planina).

## Géographie

### Villes
Sa capitale Adrianople (Hadrianopolis en latin, aujourd'hui Edirne) était dirigée par un praeses et sa ville la plus importante était Anchialus (nom latinisé de la cité grecque d’Anchialos, aujourd’hui Pomorie sur la mer Noire). D'autres villes importantes de la province étaient Develtum, Aqua Calidæ (sur le territoire de l'actuelle Bourgas), Mesembria.
- Villes : Hadrianoúpolis (Orestias, Oscodama, Odrysia, Andrinople, Edirne), Anchialos (proche du sel, Pomorié), Apollonie du Pont (Apollonia Pontica, Sozopolis, Sozopol (Bulgarie)), Develtos (Colonia Flavia Pacis Deultensium, Deultum, Debelt (près de Bourgas), Aquae Calidae (de) (Bourgas), Messembria (Nessebar (ville)), Augusta Trajana (Stara Zagora)…

### Voies romaines
Le long de la mer Noire, les villes étaient reliées par la Via Pontica, une voie romaine côtière. Une autre liaison routière était constituée par la Via Militaris, qui bifurquait à Hadrianopolis en direction de l'est vers Develtum, Aqua Calidae, Anchialos et la mer Noire et en direction du nord, avec une autre bifurcation à Marcelæ (aujourd'hui près de Karnobat en Bulgarie) en direction du nord-est, vers Marcianopolis et du nord-ouest vers Nicopolis ad Istrum.

## Administration
L’historien romain Ammien Marcellin la mentionne comme province du nord-est de la Thrace. Elle s’étendait à l'est jusqu’aux rivages du Pont-Euxin (ancien nom de la mer Noire) et était limitée au nord par la province de Mésie inférieure (Mœsia inferior ou secunda), à l’ouest par la province de Thrace, au sud-ouest par la province de Rhodope (Rhodopa), et enfin au sud-est par la région de Byzance (qui constituait la province d’Europa .
La province d’Hæmimontus constituait une subdivision du diocèse de Thrace, créée en 294 lors de la réorganisation de Dioclétien, et de la préfecture prétorienne de l’Est.
La province fut absorbée plus tard dans le thème de Thrace au VIIe siècle mais a survécu en tant que métropole ecclésiastique orthodoxe jusqu'à la fin de l’empire byzantin. Elle reste un siège titulaire de l'église catholique romaine.